# Лэйн, Бертон
Бе́ртон Лэйн (или Лейн, в части источников он Бёртон или Бартон, англ. Burton Lane, 1912—1997) — американский композитор и либреттист. Настоящая фамилия: Леви . Автор музыки и стихов ко многим популярным театральным постановкам и кинофильмам, в том числе:
- Мюзиклы «Радуга Финиана» (1947)[7] и «В ясный день увидишь вечность» (1965).
- Кинокомедии «Танцующая леди» (1933, Лэйн написал для неё всего одну, но ставшую очень популярной песню «Everything I Have Is Yours») и «Королевская свадьба» (1951).
- Песни  «Old Devil Moon», «How Are Things in Glocca Morra?», «Too Late Now», «How About You?».

Дважды лауреат премии «Оскар» за лучшую песню к фильму (1943 и 1952 годы) за песни «How About You?» и «Too Late Now». Лауреат премии "Грэмми" 1965 года в номинации «За лучший бродвейский альбом года» (за мюзикл «В ясный день увидишь вечность»). Президент «Американской гильдии авторов и композиторов» в период 1957–1966 (10 сроков). Трижды избирался в совет директоров Американского общества композиторов, авторов и издателей.

## Биография  и творчество
Бертон Лэйн родился в Нью-Йорке и ещё в детстве получил известность виртуозной игрой на фортепиано. Ему было всего 14 лет, когда он получил первый заказ — написать песни для ревю «Greenwich Village Follies». На афишах его стали называть «Бертон Лэйн». Одним из его наставников  стал Джордж Гершвин.
Среди самых популярных его бродвейских мюзиклов:
- «Hold On to Your Hats» (1940).
- «Laffing Room Only» (1944)
- «Радуга Финиана» (1947).
- «В ясный день увидишь вечность» (1965), стихи Алана Джея Лернера.
- «Carmelina» (1979), стихи Алана Джея Лернера.

Лэйн участвовал как композитор (часто и как поэт) в создании более 30 музыкальных кинокомедий, в том числе:
- «Танцующая леди» (1933).
- «Королевская свадьба» (1951), стихи Алана Джея Лернера.
- «Babes on Broadway» (1942).

Особую популярность завоевал мюзикл Лэйна «Радуга Финиана», который с успехом ставили четыре раза (1955, 1960, 1967 и 2009), а в 1968 году Френсис Форд Коппола снял его экранизацию с участием Фреда Астера и Петулы Кларк.
С 1957 по 1966 год Лэйн — президент Американской гильдии авторов и композиторов, здесь он проявил себя как активный борец против музыкального пиратства.
Считается, что именно Лэйн открыл для театра талант 13-летней Фрэнсис Гамм, которая впоследствии стала известна как Джуди Гарленд.

## Театральное творчество
| Название                      | Год                    | Жанр              | Степень участия                              | Комментарии                                      |
| ----------------------------- | ---------------------- | ----------------- | -------------------------------------------- | ------------------------------------------------ |
| Earl Carroll's Vanities       | 1931                   | ревю              | один из композиторов, поэт-либреттист        |                                                  |
| Singin' the Blues             | 1931                   | музыкальная пьеса | один из композиторов                         |                                                  |
| Hold On to Your Hats          | 1940                   | мюзикл            | композитор                                   |                                                  |
| Laffing Room Only             | 1944                   | ревю              | композитор и поэт                            |                                                  |
| Радуга Финиана                | 1947, 1955, 1960, 2009 | мюзикл            | композитор                                   |                                                  |
| В ясный день увидишь вечность | 1965                   | мюзикл            | композитор                                   | Премия Тони, номинация: лучший композитор и поэт |
| We Bombed in New Haven        | 1968                   | пьеса             | композитор песни "Bomb, Bomb, Bombing Along" |                                                  |
| Carmelina                     | 1979                   | мюзикл            | композитор                                   | Премия Тони, номинация «for Best Original Score» |